# Classique hivernale de la LNH 2019
Match précédent Match suivant
L'édition 2019 est la onzième édition de la Classique hivernale de la LNH, en anglais : 2019 NHL Winter Classic, une partie annuelle de hockey sur glace disputée à l’extérieur en Amérique du Nord. La partie oppose les Bruins de Boston et les Blackhawks de Chicago, le 1er janvier 2019. L'événement a lieu au Notre Dame Stadium, le domicile du Fighting Irish de Notre-Dame, équipe de football de 1re division de la NCAA .

## Effectifs
| No | Joueur            | Position      |
| -- | ----------------- | ------------- |
| 2  | Duncan Keith      | Défenseur     |
| 5  | Connor Murphy     | Défenseur     |
| 7  | Brent Seabrook    | Défenseur     |
| 11 | Brendan Perlini   | Ailier gauche |
| 12 | Alex DeBrincat    | Ailier droit  |
| 15 | Artem Anisimov    | Centre        |
| 16 | Marcus Kruger     | Centre        |
| 17 | Dylan Strome      | Centre        |
| 19 | Jonathan Toews    | Centre        |
| 20 | Brandon Saad      | Ailier gauche |
| 24 | Dominik Kahun     | Centre        |
| 29 | Andreas Martinsen | Ailier gauche |
| 30 | Cam Ward          | Gardien       |
| 42 | Gustav Forsling   | Défenseur     |
| 56 | Erik Gustafsson   | Défenseur     |
| 60 | Collin Delia (en) | Gardien       |
| 63 | Carl Dahlstrom    | Défenseur     |
| 64 | David Kampf       | Centre        |
| 88 | Patrick Kane      | Ailier droit  |
| 95 | Dylan Sikura (en) | Centre        |

| No | Joueur                        | Position      |
| -- | ----------------------------- | ------------- |
| 14 | Chris Wagner                  | Ailier droit  |
| 20 | Joakim Nordstrom              | Centre        |
| 23 | Jacob Forsbacka Karlsson (en) | Centre        |
| 25 | Brandon Carlo                 | Défenseur     |
| 26 | Colby Cave                    | Centre        |
| 27 | John Moore                    | Défenseur     |
| 33 | Zdeno Chara                   | Défenseur     |
| 37 | Patrice Bergeron              | Centre        |
| 40 | Tuukka Rask                   | Gardien       |
| 41 | Jaroslav Halak                | Gardien       |
| 43 | Danton Heinen                 | Centre        |
| 46 | David Krejci                  | Centre        |
| 47 | Torey Krug                    | Défenseur     |
| 48 | Matt Grzelcyk                 | Défenseur     |
| 52 | Sean Kuraly                   | Centre        |
| 55 | Noel Acciari                  | Centre        |
| 63 | Brad Marchand                 | Centre        |
| 74 | Jake DeBrusk                  | Ailier gauche |
| 86 | Kevan Miller                  | Défenseur     |
| 88 | David Pastrnak                | Ailier droit  |

## Feuille de match
| 1er janvier 2019 | Boston | 4-2 (1-1, 1-1, 2-0) | Chicago | Notre Dame Stadium 76 126 spectateurs |

| Feuille de match | Feuille de match | Feuille de match        | Feuille de match                                                             | Feuille de match                         |
| ---------------- | --- | ----------------------- | ---------------------------------------------------------------------------- | ---------------------------------------- |
|                  | Pastrňák (Bergeron) — 12 min 38 s (SN) Bergeron (Pastrňák, Krug) — 38 min 48 s (SN) Kuraly (Wagner, Grzelcyk) — 50 min 20 s Marchand (Krejčí) — 59 min 27 s (CV) | 0-1 1-1 1-2 2-2 3-2 4-2 | Perlini (Kämpf, Sikura) — 8 min 30 s Kahun (Gustafsson, Toews) — 11 min 24 s | Arbitrage : Francis Charron Eric Furlatt |
| Tuukka Rask      | Gardiens | Cam Ward (00-00–58-54)  |                                                                              | Arbitrage : Francis Charron Eric Furlatt |
| 8 min            | Pénalités | 10 min                  |                                                                              | Arbitrage : Francis Charron Eric Furlatt |
| 36               | Tirs | 38                      |                                                                              | Arbitrage : Francis Charron Eric Furlatt |